# Io Canto
Io Canto é o nono álbum de estúdio, e o primeiro álbum covers, da cantora italiana Laura Pausini. Seu lançamento ocorreu no dia 10 de novembro de 2006, e quatro dias depois, no dia 14 de novembro, foi lançada a sua versão em espanhol intitulada Yo canto e ao todo, foram lançados em 47 países, sendo comercializadas expressivas 5,5 milhões de cópias.
Na premiação do Grammy Latino do ano de 2007, Yo canto venceu na categoria "Melhor Álbum Vocal Pop Feminino".

## Informações do álbum
O disco é composto inteiramente de covers. Laura Pausini selecionou 16 populares canções italianas que, segundo ela, formam a trilha sonora de sua vida.
Laura declarou que lançou Io canto para que o público estrangeiro e os jovens pudessem conhecer um pouco da história da música italiana, já que o repertório do álbum passa por mais de três décadas da música pop da Itália.
Todas as cancões inclusas no álbum foram escritas e interpretadas por notáveis artistas italianos, e a seleção das faixas foi iniciada com uma lista de 152 canções.
No álbum são apresentados 3 duetos: um com Tiziano Ferro em Non me lo so spiegare, um com Johnny Hallyday em Come il sole all'improvviso e um com Juanes em Il mio canto libero.

## CDS e lista de faixas

### Io canto
A versão padrão em italiano do disco, Io canto, é constituída por um CD com 16 faixas covers e foi lançado na Itália no dia 10 de novembro de 2006.
Lista de faixas
| N.º            | Título                                                    | Letras                                           | Música                             | Produtor(es)                  | Duração |  |
| 1.             | "Io canto"                                                | Marco Luberti                                    | Riccardo Cocciante                 | Celso Valli                   | 4:16    |  |
| 2.             | "Due"                                                     | Raf, Cheope                                      | Raf                                | Dado Parisini                 | 4:38    |  |
| 3.             | "Scrivimi"                                                | Nino Buonocore, Michele de Vitis                 | Nino Buonocore                     | Dado Parisini                 | 3:52    |  |
| 4.             | "Il mio canto libero" (Dueto com Juanes)                  | Mogol                                            | Lucio Battisti                     | Laura Pausini, Daniel Vuletic | 4:33    |  |
| 5.             | "Destinazione paradiso"                                   | Gianluca Grignani, Massimo Luca                  | Gianluca Grignani                  | Laura Pausini, Daniel Vuletic | 3:39    |  |
| 6.             | "Stella gemella"                                          | Eros Ramazzotti, Giuseppe Tosetto, Mario Lavezzi | Eros Ramazzotti, Adelo Cogliati    | Celso Valli                   | 4:37    |  |
| 7.             | "Come il sole all'improvviso" (Dueto com Johnny Hallyday) | Gino Paoli                                       | Zucchero                           | Laura Pausini, Paolo Carta    | 3:19    |  |
| 8.             | "Cinque giorni"                                           | Vincenzo Incenzo                                 | Michele Zarrillo                   | Dado Parisini                 | 4:04    |  |
| 9.             | "La mia banda suona il rock"                              | Ivano Fossati                                    | Ivano Fossati                      | Dado Parisini                 | 3:45    |  |
| 10.            | "Spaccacuore"                                             | Samuele Bersani, Lucio Dalla                     | Samuele Bersani, Giuseppe d'Onghia | Laura Pausini, Daniel Vuletic | 4:08    |  |
| 11.            | "Anima fragile"                                           | Vasco Rossi                                      | Vasco Rossi                        | Laura Pausini, Paolo Carta    | 3:26    |  |
| 12.            | "Non me lo so spiegare" (Dueto com Tiziano Ferro)         | Tiziano Ferro                                    | Tiziano Ferro                      | Dado Parisini                 | 4:32    |  |
| 13.            | "Nei giardini che nessuno sa"                             | Renato Zero, Danilo Riccardi                     | Renato Zero, Danilo Riccardi       | Celso Valli                   | 5:13    |  |
| 14.            | "In una stanza quasi rosa"                                | Biagio Antonacci                                 | Biagio Antonacci                   | Dado Parisini                 | 4:33    |  |
| 15.            | "Quando"                                                  | Pino Daniele                                     | Pino Daniele                       | Celso Valli                   | 3:41    |  |
| 16.            | "Strada facendo"                                          | Claudio Baglioni                                 | Claudio Baglioni                   | Celso Valli                   | 5:40    |  |
| Duração total: | Duração total:                                            | Duração total:                                   | Duração total:                     | Duração total:                | 68:07   |  |

| Faixa Bônus - Edição Francesa |                                                 |               |                    |                     |         |  |
| N.º                           | Título                                          | Letras        | Música             | Adaptação           | Duração |  |
| 17.                           | "Je chante (Io canto)" (Versão franco-italiano) | Marco Luberti | Riccardo Cocciante | Jean-Pierre Lemaire | 4:22    |  |

| Faixas Bônus - iTunes |                                             |               |                |         |  |
| N.º                   | Título                                      | Letras        | Música         | Duração |  |
| 17.                   | "È, non è"                                  | Niccolò Fabi  | Niccolò Fabi   | 3:38    |  |
| 18.                   | "Il mio canto libero" (Versão solo)         | Mogol         | Lucio Battisti | 4:40    |  |
| 19.                   | "Come il sole all'improvviso" (Versão solo) | Gino Paoli    | Zucchero       | 3:22    |  |
| 20.                   | "Non me lo so spiegare" (Versão solo)       | Tiziano Ferro | Tiziano Ferro  | 4:35    |  |

### Yo canto
A versão em espanhol do disco, Yo canto, foi lançada na Espanha e na América Latina em 14 de novembro de 2006 e é constituída por um CD com 16 faixas covers.
Lista de faixas
| N.º            | Título                                              | Letras                                           | Música                             | Adaptação                                  | Duração |  |
| 1.             | "Yo canto"                                          | Marco Luberti                                    | Riccardo Cocciante                 | Frank Andrada                              | 4:16    |  |
| 2.             | "Dos"                                               | Raf, Cheope                                      | Raf                                | Laura Pausini, Ortiz                       | 4:38    |  |
| 3.             | "Escríbeme"                                         | Nino Buonocore, Michele de Vitis                 | Nino Buonocore                     | Laura Pausini, Ortiz                       | 3:52    |  |
| 4.             | "Mi libre canción" (Dueto com Juanes)               | Mogol                                            | Lucio Battisti                     | Carlos Ramón                               | 4:33    |  |
| 5.             | "Destino paraíso"                                   | Gianluca Grignani, Massimo Luca                  | Gianluca Grignani                  | Ignacio Ballesteros Díaz                   | 3:39    |  |
| 6.             | "Estrella gemela"                                   | Eros Ramazzotti, Giuseppe Tosetto, Mario Lavezzi | Eros Ramazzotti, Adelo Cogliati    | Ignacio Guillén, Javier Bori, José Guillén | 4:37    |  |
| 7.             | "Como el sol inesperado"                            | Gino Paoli                                       | Zucchero                           | Laura Pausini, Ortiz                       | 3:19    |  |
| 8.             | "Cinco días"                                        | Vincenzo Incenzo                                 | Michele Zarrillo                   | Ignacio Ballesteros Díaz                   | 4:04    |  |
| 9.             | "Y mi banda toca el rock"                           | Ivano Fossati                                    | Ivano Fossati                      | Hidalgo                                    | 3:45    |  |
| 10.            | "Dispárame, dispara"                                | Samuele Bersani, Lucio Dalla                     | Samuele Bersani, Giuseppe d'Onghia | Laura Pausini, Ortiz                       | 4:08    |  |
| 11.            | "Corazón frágil"                                    | Vasco Rossi                                      | Vasco Rossi                        | Laura Pausini, Ortiz                       | 3:26    |  |
| 12.            | "No me lo puedo explicar" (Dueto com Tiziano Ferro) | Tiziano Ferro                                    | Tiziano Ferro                      | Tiziano Ferro                              | 4:32    |  |
| 13.            | "En los jardines donde nadie va"                    | Renato Zero, Danilo Riccardi                     | Renato Zero, Danilo Riccardi       | Laura Pausini, Ortiz                       | 5:13    |  |
| 14.            | "En un cuarto casi rosa"                            | Biagio Antonacci                                 | Biagio Antonacci                   | Laura Pausini, Ortiz                       | 4:33    |  |
| 15.            | "Cuando"                                            | Pino Daniele                                     | Pino Daniele                       | Laura Pausini, Ortiz                       | 3:41    |  |
| 16.            | "Por el camino"                                     | Claudio Baglioni                                 | Claudio Baglioni                   | Ortiz                                      | 5:40    |  |
| Duração total: | Duração total:                                      | Duração total:                                   | Duração total:                     | Duração total:                             | 68:07   |  |

| Faixas Bônus - iTunes |                                         |               |                |                  |         |  |
| N.º                   | Título                                  | Letras        | Música         | Adaptação        | Duração |  |
| 17.                   | "Es, no es"                             | Niccolò Fabi  | Niccolò Fabi   | Carmen Fernández | 3:38    |  |
| 18.                   | "Mi libre canción" (Versão solo)        | Mogol         | Lucio Battisti | Carlos Ramón     | 4:40    |  |
| 19.                   | "No me lo puedo explicar" (Versão solo) | Tiziano Ferro | Tiziano Ferro  | Tiziano Ferro    | 4:35    |  |

## Edições especiais

### Io canto - Yo canto (2CD)
Io canto - Yo canto é um álbum duplo. É constituído por 2 CDs trazendo ambas as versões do álbum: a versão em italiano, Io canto, e a versão em espanhol, Yo canto.

## Gravação
A gravação do disco Io canto ocorreu em diversos estúdios da Itália e dos Estados Unidos:
- Logic Studios em Milão;
- Studio Larione 10 em Florença
- Studio Impatto em Bolonha;
- ORS Oliveta Recording Studios em Castel Bolognese na Itália;
- Estúdios Fonoprint em Bolonha;
- Hanson Recording Studios em Los Angeles;
- Sage Studio em Los Angeles.

## Créditos
| - Juanes: vocal (em Il mio canto libero) - Johnny Hallyday: vocal (em Come il sole all'improvviso) - Tiziano Ferro: vocal (em Non me lo so spiegare) - Celso Valli: teclados, piano, baixo elétrico - Dado Parisini: teclados, piano - Daniel Vuletic: guitarra elétrica, guitarra acústica, teclados, piano - John Beasley: teclados, piano - Paolo Carta: guitarra elétrica, guitarra acústica, teclados, órgão Hammond - Michael Landau: guitarra elétrica, guitarra acústica - Tim Pierce: guitarra elétrica, guitarra acústica - Riccardo Galardini: guitarra elétrica, guitarra acústica - Samuele Dessi: guitarra elétrica, guitarra acústica - Emiliano Fantuzzi: guitarra acústica, baixo elétrico - Greg Home: guitarra elétrica | - Gabriele Fersini: guitarra elétrica - Massimo Varini: guitarra elétrica - Giorgio Secco: guitarra acústica - Ramon Stagnaro: guitarra acústica - Tony Franklin: baixo elétrico - Cesare Chiodo: baixo elétrico - Paul Bushnell: baixo elétrico - Roberto Gallinelli: baixo elétrico - Nathan East: baixo elétrico - Vinnie Colaiuta: bateria - Alfredo Golino: bateria - Maurizio Dei Lazzaretti: bateria - Massimiliano Costa: teclados, percussão - Raphael Padilla: percussão |

## Singles e videoclips
Do álbum Io canto foram retirados 3 singles, com seus respectivos videoclips:
| Título em italiano   | Título em espanhol      | Título em francês | Data de lançamento    | Diretor do vídeo |
| -------------------- | ----------------------- | ----------------- | --------------------- | ---------------- |
| Io canto             | Yo canto                | Je chante         | 16 de outubro de 2006 | Gaetano Morbioli |
| Spaccacuore          | Dispárame, dispara      | —                 | 19 de janeiro de 2007 | Gaetano Morbioli |
| No me lo so spiegare | No me lo puedo explicar | —                 | 23 de março de 2007   | Gaetano Morbioli |

## Desempenho nas tabelas musicais
| Paradas (2006-2007)                          | Melhor posição |
| -------------------------------------------- | -------------- |
| Bélgica                                      | 8              |
| Espanha                                      | 15             |
| Estados Unidos(Billboard Latim Pop Albums)   | 9              |
| Estados Unidos(Billboard Heatseekers Albums) | 12             |
| Estados Unidos(Billboard Latin Albums)       | 22             |
| Finlândia                                    | 33             |
| França                                       | 15             |
| Itália                                       | 1              |
| Suíça                                        | 1              |

| País    | Certificação |
| ------- | ------------ |
| Espanha | Ouro         |
| França  | Ouro         |
| México  | Ouro         |
| Suíça   | Platina      |
| Itália  | Diamante     |